# 陸中大橋站
陸中大橋站（日语：／ Rikuchū-Ōhashi eki */?）是位於岩手縣釜石市甲子町，東日本旅客鐵道（JR東日本）的釜石線車站。

## 歷史
曾經鐵礦石會從此站裝載，車站附近設有一些礦山住宅。
- 1944年（昭和19年）10月11日：車站啟用[1]。
- 1987年（昭和62年）4月1日：伴隨國鐵分割民營化，車站由東日本旅客鐵道（JR東日本）營運[1]。
- 1993年（平成5年）10月1日：CTC化，使此站變為無人車站[2]。陸中大橋站長廢止，此站由釜石站管理。

另外在釜石線全線開通前。在1880年（明治13年） - 1883年（明治16年）和1893年（明治26年） - 1965年（昭和40年）兩段時期，於釜石市內設有連接礦山的鐵路。詳細參見釜石礦山鐵道。

## 車站構造
車站是一座地面車站，設有1面2線的島式月台。此站設有副線。此站是由釜石站管理的無人車站。
此站曾經為有人車站，當時設有車站大樓，大樓內設有商店。車站大樓在成為無人車站後，直至1996年（平成8年）還存在。該大樓現時已經拆毀，月台上只有候車室。此站至上有住站之間會途經有名的奧米茄 (Ω) 展線。

### 月台

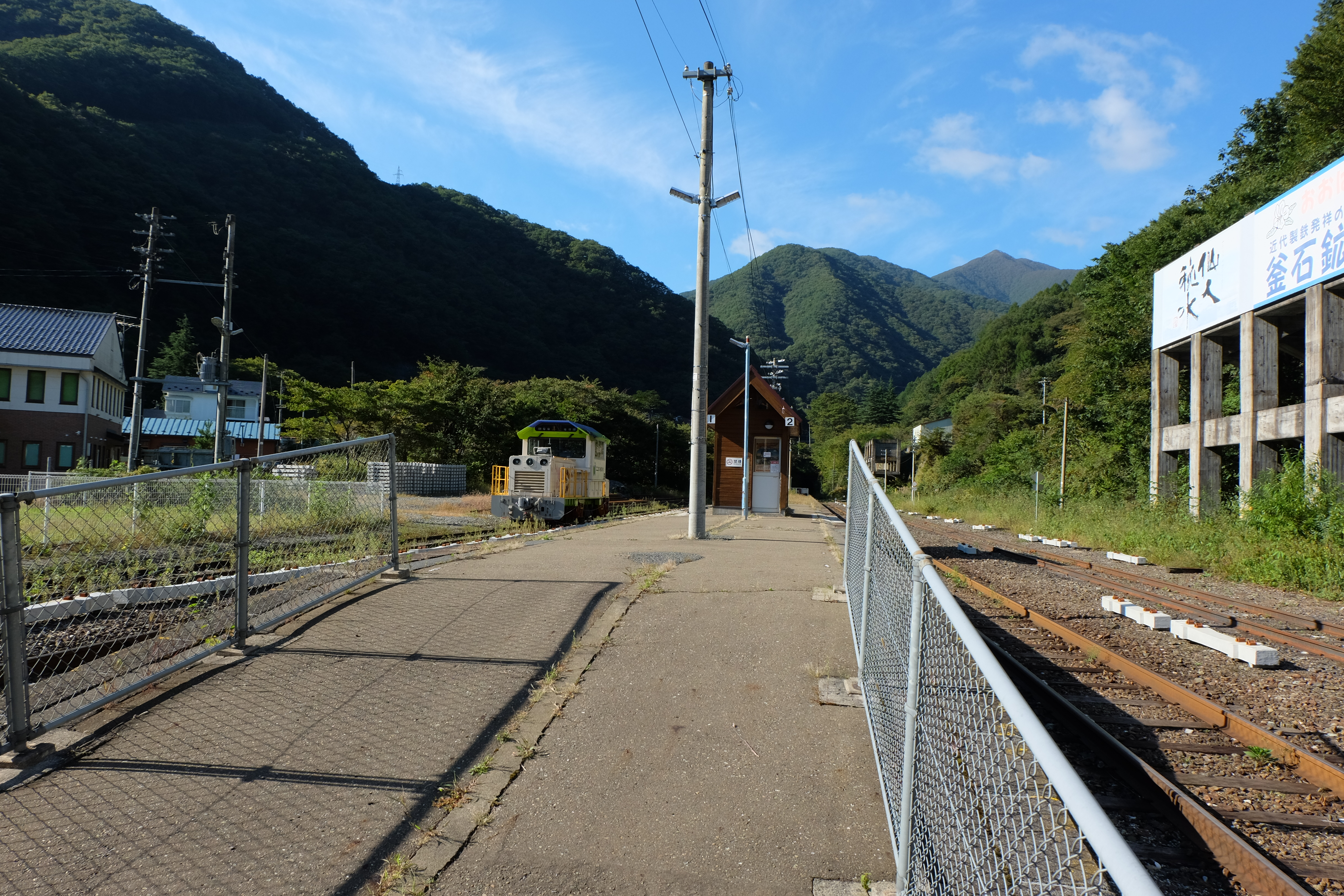
站內與月台（2013年9月）

| 月台 | 路線    | 上下行 | 方向           |
| ---- | ------- | ------ | -------------- |
| 1    | ■釜石線 | 上行   | 遠野、花卷方向 |
| 2    | ■釜石線 | 下行   | 釜石方向       |

參考資料
- 站內與月台（2013年9月）

## 車站周邊
- 國道283號（日语：国道283号）
- 奧米茄展線[3][6]
- 釜石大橋郵局
- 釜石礦山、舊釜石礦山事務所（日语：旧釜石鉱山事務所）
- 岩手縣交通（日语：岩手県交通）「大橋」巴士站

車站附近設有數間民居和1間商店。

## 其他
此站的愛稱為「Minaĵo（世界語）」，意思為礦石。

## 相鄰車站
東日本旅客鐵道（JR東日本）
■釜石線
- 臨時快速「SL銀河」停車站

□快速「濱百合」
通過
■普通
上有住－陸中大橋－洞泉

## 注腳
1. 1 2 3  《歴史でめぐる鉄道全路線 国鉄・JR》 通卷21號 釜石線、山田線、岩泉線、北上線、八戶線 11頁
2. 1 2 3  “JR釜石線自動制御に移行 7駅が無人化 地元に不満残したまま”. 岩手日報 (岩手日報社): p.2 (1993年10月2日 夕刊)
3. 1 2 3 4 5  《歴史でめぐる鉄道全路線 国鉄・JR》 通卷21號 釜石線、山田線、岩泉線、北上線、八戶線 8-9頁
4. ↑  《歴史でめぐる鉄道全路線 国鉄・JR》 通卷21號 釜石線、山田線、岩泉線、北上線、八戶線 10頁
5. ↑  JR東日本:駅構内図 （页面存档备份，存于）（日語）
6. ↑  陸中大橋（日語）（遠野-北東） - 國土地理院Wocchizu

## 外部連結
- 車站資訊（陸中大橋）：東日本旅客鐵道（日語）